# 塚本江里子
塚本 江里子（つかもと えりこ、1987年8月12日 - ）は、日本のソプラノ歌手。千葉県出身。血液型O型。

## 来歴・人物
- 小学校時代は合唱部に所属し、TBSこども音楽コンクール東日本大会・重唱の部で最優秀賞を受賞。
- 私立専修大学松戸中学校に第一期生として入学。合唱部所属。
- 専修大学松戸高等学校進学（中高一貫校）。
- 一浪を経て東京芸術大学声楽科へ入学。
- 2011年、東京芸術大学声楽科を卒業、同大学院修士課程オペラ科修了。
- 第59回藝大オペラ定期公演をはじめ、文化庁文化芸術推進事業、新国立劇場特別公演などで、オペラ『秘密の結婚』にヒロイン、カロリーナ役を演じている。
- 2015年、『第1回レ・ミゼラブルのど自慢大会@東京・帝国劇場』優勝。BSフジ『beポンキッキーズ』にて、前身番組『ひらけ!ポンキッキ』から20年ぶりとなる「うたのおねえさん」に応募、オーディションを経て選ばれた[1]。

## 出演

### テレビ
- beポンキッキーズ（えりこおねえさん）（2015年5月 - 2017年3月）[2]